# Āsmān Bolāghī
Āsmān Bolāghī (persiska: آسمان بلاغی) är en ort i Iran.   Den ligger i provinsen Västazarbaijan, i den nordvästra delen av landet, 400 km väster om huvudstaden Teheran. Āsmān Bolāghī ligger 2 056 meter över havet och antalet invånare är 127.
Terrängen runt Āsmān Bolāghī är kuperad norrut, men söderut är den platt. Terrängen runt Āsmān Bolāghī sluttar söderut. Runt Āsmān Bolāghī är det ganska glesbefolkat, med 23 invånare per kvadratkilometer. Närmaste större samhälle är Khvosh Maqām, 12,3 km söder om Āsmān Bolāghī. Trakten runt Āsmān Bolāghī består i huvudsak av gräsmarker.